# 빅토리아 (가수)
빅토리아(중국어 간체자: 宋茜, 병음: Sòng Qiàn, 1987년 2월 2일 ~ )는 중국의 배우이자 가수이다. 대한민국의 걸 그룹 f(x)에서 리더, 서브보컬, 메인댄서를 맡았었다.

## 생애
빅토리아는 1987년 2월 2일 중화인민공화국 산둥성 칭다오시에서 태어났다. 6살때부터 베이징무도학교 민족무용과를 다녔다. 2007년 SM 엔터테인먼트 관계자에게 눈에띄어 베이징에서 캐스팅되었다. 원래 이름은 쑹치엔이지만 SM 엔터테인먼트 대표가 항상 승리할 수 있다는 뜻에서 빅토리아라는 예명으로 활동하게 되었다.
2010년에는 KBS2 《청춘불패》에 최초의 외국인 멤버로 출연하였다.

## 학력
- 베이징무도학교 민족무용과

## 쑹첸 명의 활동

### 영화
| 연도 | 제목                      | 역할   | 비고 |
| ---- | ------------------------- | ------ | ---- |
| 2016 | 엽기적인 그녀 2           | 그녀   |      |
| 2016 | 내 남자친구의 결혼식      |        |      |
| 2017 | 위시드                    |        |      |
| 2018 | 고검기담: 소명신검의 부활 | 문인우 |      |

### 드라마
| 연도    | 제목                   | 역할          | 비고 |
| ------- | ---------------------- | ------------- | ---- |
| 2012    | 《애정틈진문》         | 선야인        |      |
| 2015~16 | 《아름다운 비밀》      | 장메이리      |      |
| 2016    | 《견진기연》           | 두춘효        |      |
| 2016    | 《환성 : 신들의 전쟁》 | 이락          |      |
| 2017    | 《상고정가》           | 목청막/선양야 |      |
| 2019    | 《산월부지심저사》     | 샹위안        |      |
| 2019    | 《결애 : 천년의 사랑》 | 관피피        |      |
| 2020    | 《하일참시행복》       | 허판싱        |      |
| 2020    | 《타기실몰유나마애니》 | 손예하        |      |
| 2021    | 《심도원계획》         | 추자닝        |      |
| 2021    | 《맥생적연인》         | 뤄치엔이      |      |
| 2021    | 《풍기낙양》           | 무사월        |      |
| 2022    | 《친애적생명》         | 두디          |      |
| 2022    | 《수도지도아애니》     | 허샤오란      |      |
| 2023    | 《온난적첨밀적》       | 난페이        |      |
| 2024    | 《아문적번역관》       | 린시          |      |
| 2024    | 《영일종람》           | 천샤오만      |      |

### 참여 음반
- 조미 - 爱上你

## 빅토리아 명의 활동

### 예능
| 연도    | 제목                 | 비고 |
| ------- | -------------------- | ---- |
| 2010    | 《청춘불패》         |      |
| 2010~11 | 《우리 결혼 했어요》 |      |
| 2013    | 《글리터》           |      |
| 2014    | 《주먹쥐고 주방장》  |      |

### 뮤직비디오
| 연도 | 가수         | 제목                      | 비고 |
| ---- | ------------ | ------------------------- | ---- |
| 2008 | 강타         | 〈어느 날 가슴이 말했다〉 |      |
| 2008 | 샤이니       | 〈누난 너무 예뻐〉        |      |
| 2008 | 슈퍼주니어-M | 〈U〉                     |      |
| 2010 | 트랙스       | 〈가슴이 차가운 남자〉    |      |
| 2010 | 강타         | 〈愛, 頻率〉              |      |
| 2011 | 트랙스       | 〈창문〉                  |      |
| 2014 | 장리인       | 〈爱的独白 (Agape)〉      |      |

### 광고
| 연도          | 기업명            | 브랜드명                | 종류                          | 공동 출연      | 국가        |
| ------------- | ----------------- | ----------------------- | ----------------------------- | -------------- | ----------- |
|               | 중국 삼성전자     | 애니콜 Anydream         | 핸드폰                        | 비             | 중국        |
| 삼성 LCD TV   | 중국 삼성전자     | 가전제품                |                               |                | 중국        |
| 2008년        | (주)스프리스      | 스프리스                | 스포츠 의류 브랜드            | 이준기         | 한국        |
| 2008년        | SK패션            | 스마트 학생복           | 학생복(교복)                  | 샤이니         | 한국        |
| 2009년        | LG전자            | CYON 뉴 초콜릿 폰       | 핸드폰                        | F(x)           | 한국        |
| 2009년~2011년 | (주)화승          | 케이스위스(K-SWISS)     | 스포츠 브랜드                 | F(x)           | 한국        |
| 2010년        | 중국 LG전자       | CYON 롤리팝             | 핸드폰                        | F(x), 샤이니   | 중국        |
| 2010년        | 이베이 코리아     | 옥션(신상 뽐 춤)        | 인터넷 쇼핑몰                 | F(x)           | 한국        |
| 2010년        | 오뚜기            | 뿌셔뿌셔                | 스낵                          | F(x)           | 한국        |
| 2010년        | CK 코리아         | 캘빈클라인 진           | 의류 브랜드                   | 설리, 크리스탈 | 한국        |
| 2010년        | LG전자            | CYON 옵티머스Z          | 핸드폰                        | 설리, 공유     | 한국        |
| 2010년        | 크라운 제과       | 크라운 베이커리         | 프랜차이즈 제과제빵점         | F(x)           | 한국        |
| 2010년        | 중국 H2           | H2                      | 의류 브랜드                   | F(x), 샤이니   | 중국        |
| 2010년        | 한게임            | 액션 RPG게임 그랑에이지 | 온라인 게임                   | F(x)           | 한국        |
| 2010년~2011년 | (주)에리트 베이직 | 엘리트 학생복           | 학생복(교복)                  | F(x), 인피니트 | 한국        |
| 2010년~2012년 | (주)코리아 델로스 | 치킨매니아              | 치킨                          | F(x)           | 한국        |
| 2011년        | LG전자            | LG전자 한류마케팅       | 가전제품                      | F(x)           | 한국        |
| 2011년        | 스무디킹 코리아   | 스무디킹                | 프랜차이즈 스우디 브랜드      | 설리           | 한국        |
| 2011년        | (주)쟈뎅          | 쟈뎅 카페리얼           | 편의점 전용 아이스커피 브랜드 |                | 한국        |
| 2011년        | 이엘씨에이한국    | 에스티로더              | 화장품                        |                | 한국        |
| 2011년        | 삼성에버랜드      | 캐리비안 베이           | 워터파크                      | 2PM            | 한국        |
| 2011년~2013년 | 이넬화장품        | 입큰                    | 화장품                        |                | 한국        |
| 2012년        | 일본 by P&D       | by P&D                  | 의류 브랜드                   | F(x)           | 일본        |
| 2012년        | 이랜드그룹        | 스파오                  | 의류                          | F(x)           | 한국        |
| 2013년        | 세정과 미래       | 센터폴                  | 아웃도어                      | 원빈           | 한국        |
| 2013년        | (주)발렌타인      | 러브캣 Paris            | 가방, 악세사리                | F(x)           | 한국        |
| 2013년        | (주)발렌타인      | 러브캣 비쥬             | 쥬얼리                        | F(x)           | 한국        |
| 2013년~2014년 | 이토니모리 코리아 | 토니모리                | 화장품                        | 슈퍼주니어     | 한국        |
| 2013년~2014년 | 신라호텔          | 신라면세점              | 면세점(쇼핑몰)                | 동방신기       | 아시아 전역 |
| 2014년        | 중국 조이시티     | 프리스타일 2            | 온라인 게임                   | F(x)           | 중국        |

### 수상
- 2010년 MBC 방송연예대상 버라이어티 부문 인기상 《우리 결혼했어요》